# Technogym
Technogym est une entreprise italienne d'équipements sportifs fondée en 1983 à Cesena en Émilie-Romagne en Italie. Ses produits sont notamment présents dans des salles de sports et des hôtels.

## Histoire
Technogym est fondée en 1983 par Nerio Alessandri, un dessinateur industriel de 22 ans, né d'un père paysan-métayer. En 1982, il développe une première machine de fitness dans son garage. Sa machine, appelée Hack Squat, fonctionne avec un système d'entraînement hydraulique. Il embarque rapidement son frère Pierluigi dans son entreprise. Pierluigi deviendra par la suite vice-président de Technogym.
En juin 2008, le fonds d'investissement britannique Arle (Candover Investments) prend 40 % du capital pour 400 millions d'euros.
En mai 2016, l'entreprise entre à la bourse de Milan, pour une valorisation entre 600 millions et 750 millions d'euros. Lors de l'introduction en bourse, une action valait 3,25 euros. Le fonds d'investissement Arle Capital revend 28,7 % des parts pour 180 millions d'euros pour passer de 40 % à 12,5 % des parts. La famille Alessandri possède 60 % du capital.

## Activités
En 2005, Technogym réalise 273 millions d'euros de chiffre d'affaires.
En 2014, le chiffre d'affaires de l'entreprise s'élève à 400 millions d'euros. L'année suivante, l'entreprise réalise 512 millions d'euros de chiffre d'affaires,. En 2017, Technogym réalise 600 millions d'euros de chiffre d'affaires.
En 2019, Technogym compte 2 200 employés dans 14 filiales à travers le monde.
En 2022, le chiffre d'affaires s'élève à 721 millions d'euros.
En 2023, l'entreprise réalise un chiffre d'affaires de 808 millions d'euros et compte 2 300 employés. En France, la chaîne Fitness Park et ses 300 salles est le plus important client de Technogym.